# Australië op het Eurovisiesongfestival 2018

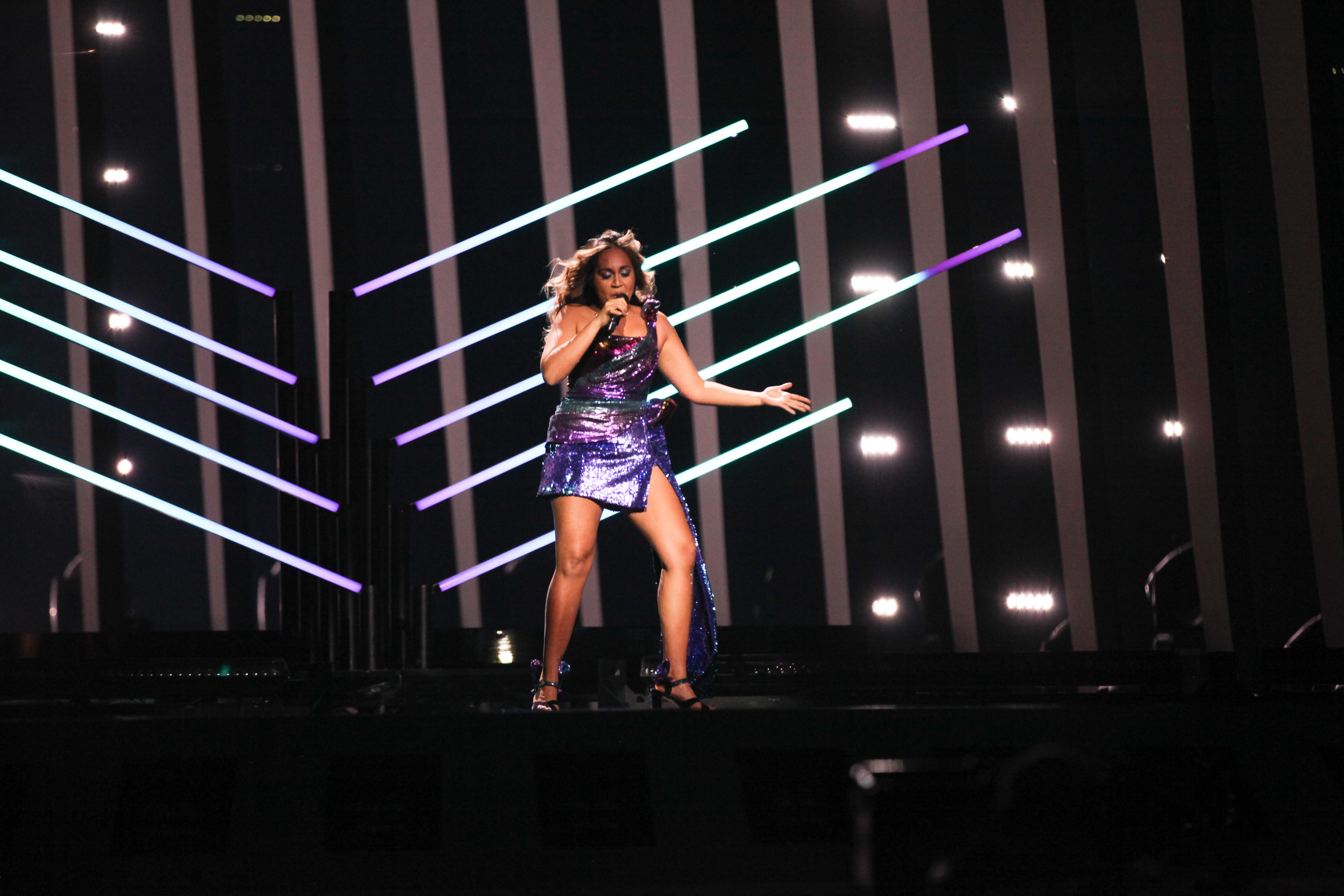
Jessica tijdens de repetities in Lissabon.

Australië nam deel aan het Eurovisiesongfestival 2018 in Lissabon, Portugal. Het was de vierde deelname van het land aan het Eurovisiesongfestival. SBS was verantwoordelijk voor de Australische bijdrage voor de editie van 2018.

## Selectieprocedure
De Australische openbare omroep bevestigde op 23 augustus 2017 te zullen deelnemen aan de komende editie van het Eurovisiesongfestival. Net als de voorbije drie jaren opteerde SBS voor een interne selectie om de Australische act te selecteren. Op 11 december 2017 werd duidelijk dat de keuze was gevallen op Jessica Mauboy. Haar lied werd op 9 maart 2018 voorgesteld. Het kreeg als titel We got love.

## In Lissabon
Australië wist zich op donderdag 10 mei 2018 in de tweede halve finale te kwalificeren voor de finale door als vierde te eindigen. In de finale werd Australië twintigste.
2015 · 2016 · 2017 · 2018 · 2019 · 2020 · 2021 · 2022 · 2023 · 2024 · 2025
Albanië · Armenië · Australië · Azerbeidzjan · België · Bulgarije · Cyprus · Denemarken · Duitsland · Estland · Finland · Frankrijk · Georgië · Griekenland · Hongarije · Ierland · IJsland · Israël · Italië · Kroatië · Letland · Litouwen · Macedonië · Malta · Moldavië · Montenegro · Nederland · Noorwegen · Oekraïne · Oostenrijk · Polen · Portugal · Roemenië · Rusland · San Marino · Servië · Slovenië · Spanje · Tsjechië · Verenigd Koninkrijk · Wit-Rusland · Zweden · Zwitserland